# مهرالله لاسی
مهرالله لاسی (انگلیسی: Mehrullah Lassi؛ زادهٔ ۲۴ نوامبر ۱۹۷۹) بوکسور اهل پاکستان بود.